# Abrochtha intermedia
Abrochtha intermedia är en hjuldjursart som först beskrevs av de Beauchamp 1909.  Abrochtha intermedia ingår i släktet Abrochtha och familjen Philodinavidae. Inga underarter finns listade i Catalogue of Life.